# Amédée Girod
Charles-Amédée Girod (* 24. Mai 1835 in Carouge; † 26. März 1905 ebenda) war ein Schweizer Jurist und Politiker. Er gehörte zum radikalen Flügel der Freisinnig-Demokratischen Partei.

## Leben

### Familie
Amédée Girod war der Sohn des römisch-katholischen Kaufmanns Jean Charles Etienne Girod und von dessen Ehefrau Louise, der Tochter von Jean Baptiste Pitton; er hatte noch fünf Geschwister.
Er blieb zeit seines Lebens unverheiratet.

### Werdegang
Nach dem Besuch des Collège Calvin immatrikulierte sich Amédée Girod zu einem Studium der Rechtswissenschaften an der Universität Genf und eröffnete 1865 eine Anwaltskanzlei; er blieb bis 1891 als Anwalt tätig.
Er war bis 1870 als Friedensrichter in Carouge sowie als Richter am Kassationsgericht tätig.
1891 wurde er, gemeinsam mit Eugene Privat und Ernest Picot (1853–1921), mit der Vorbereitung des kantonalen Ausführungsgesetzes zum Bundesgesetz über die Schuldbetreibung und Konkurs (siehe Schuldbetreibungs- und Konkursrecht) beauftragt.
Er wurde am 1. Januar 1892 zum Direktor des aufzubauenden Betreibungsamtes ernannt.

### Politisches Wirken
Von 1864 bis 1877 war Amédée Girod radikaler Genfer Grossrat, den er 1870 präsidierte (1866 und 1867 war er zweiter Vizepräsident und 1868 erster Vizepräsident); in dieser Zeit wurde er 1871 in den Staatsrat gewählt und führte das Justiz- und Polizeidepartement; 1872 gehörte er einer Kommission des Staatsrats an, die das Verhältnis des Staates zum Bistum Genf prüfen und hierzu ein Gutachten erstellen sollte. Weil er sich weigerte, bestimmte Entscheidungen der Mehrheit des Staatsrats auszuführen, kostete ihn diese Unabhängigkeit 1875 seinen Sitz, ihm folgte Marc Héridier als Direktor des Justiz- und Polizeidepartements.
Er trat 1867 in den Stadtrat von Carouge ein und gehörte diesem bis 1875 an. 
Eine Wahl in den Ständerat lehnte er 1872 ab.
Während des Religionskonflikts im Jahr 1873 stimmte er zwar den Massnahmen zu, die in Bezug auf Bischof Gaspard Mermillod ergriffen werden sollten, widersetzte sich aber später bei bestimmten Zwangsmassnahmen.
Er hatte häufiger Differenzen mit Antoine Carteret, dessen autoritären und antiklerikalen Radikalismus er ablehnte. Zusammen mit Henry Fazy gehörte er zu den gemässigten Radikalen, die in den Staatsratswahlen von 1875 verdrängt wurden.

## Schriften (Auswahl)
- Commentaire explicatif de la loi fédérale sur la poursuite pour dettes et la faillite. Genf 1891 (Digitalisat).